# 索爾韋 (紐約州村)
索爾韋（英語：Solvay）是位於美國紐約州奧農達加縣的村。

## 人口
根據2020年美國人口普查的數據，索爾韋的面積為4.19平方千米，皆為陸地。當地共有人口6645人，而人口密度為每平方千米1,586人。